# Johanne Brock
Johanne (Nielsdatter) Brock (død 1372) til Nielstrup, Bregenholm og Fårevejle datter af Unge Niels Brock, af den gamle adelsslægt Brock med bjælken i våbnet ægtede en anset jysk adelsmand Anders Jensen til Essendrup, det senere Gammel Estrup ved Randers.
Johanne Brock og Anders Jensen havde en søn, Jens Andersen til Essendrup.